# BR-267
Pour les articles homonymes, voir Route 267.

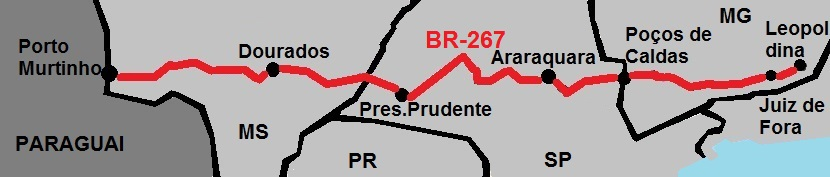
Tracé de la BR-267

La BR-267 est une importante route fédérale transversale brésilienne qui traverse les états de Minas Gerais, São Paulo et Mato Grosso do Sul. Son itinéraire commence dans la ville de Leopoldina, Minas Gerais et se termine dans la ville de Porto Murtinho, Mato Grosso do Sul, à la frontière avec le Paraguay. Elle a une longueur de 1 921,9 km.

## Importance économique
L'autoroute est importante pour les produits de l'agriculture, de l'élevage, de l'exploitation minière et de l'industrie brésiliens. À l'avenir, il agira également en collaboration avec le Corridor Bioocéanique, qui relie Campo Grande aux ports du nord du Chili. À l'autre extrémité, il mène à la côte d'Espírito Santo. À titre d'exemple, la production de café du Minas Gerais, ainsi que le minerai de fer du Minas Gerais à Espírito Santo, et le soja et d'autres céréales et le bœuf du Mato Grosso do Sul, sont tous largement transportés par cette autoroute.
Porto Murtinho, étant situés à la frontière avec le Paraguay, reçoivent de nombreux visiteurs, et avec la construction du Corridor Bioocéanique, Porto Murtinho connaîtra une augmentation considérable du tourisme d'affaires.

## Galerie

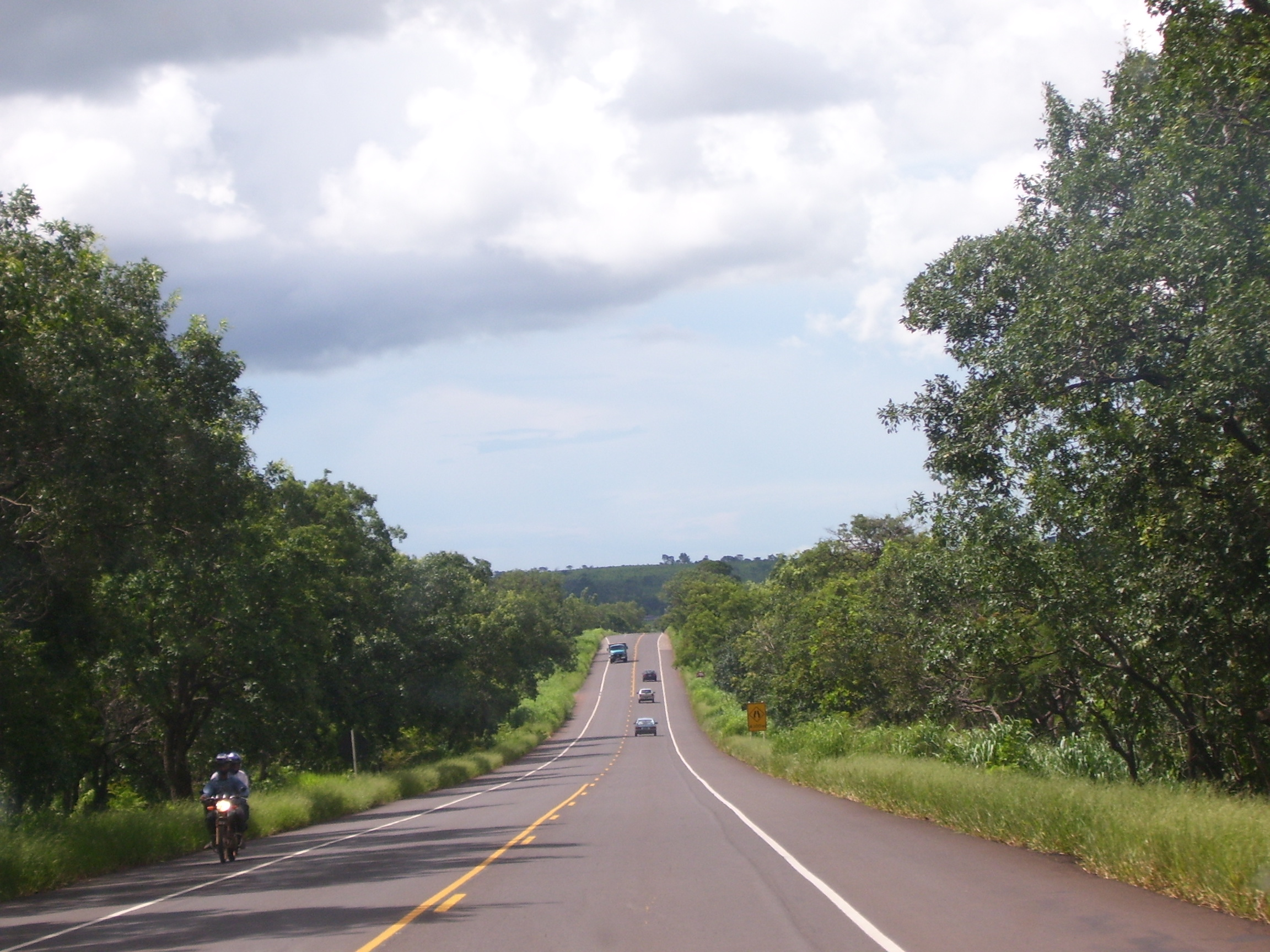
BR-267 entre Bataguassu et Campo Grande.
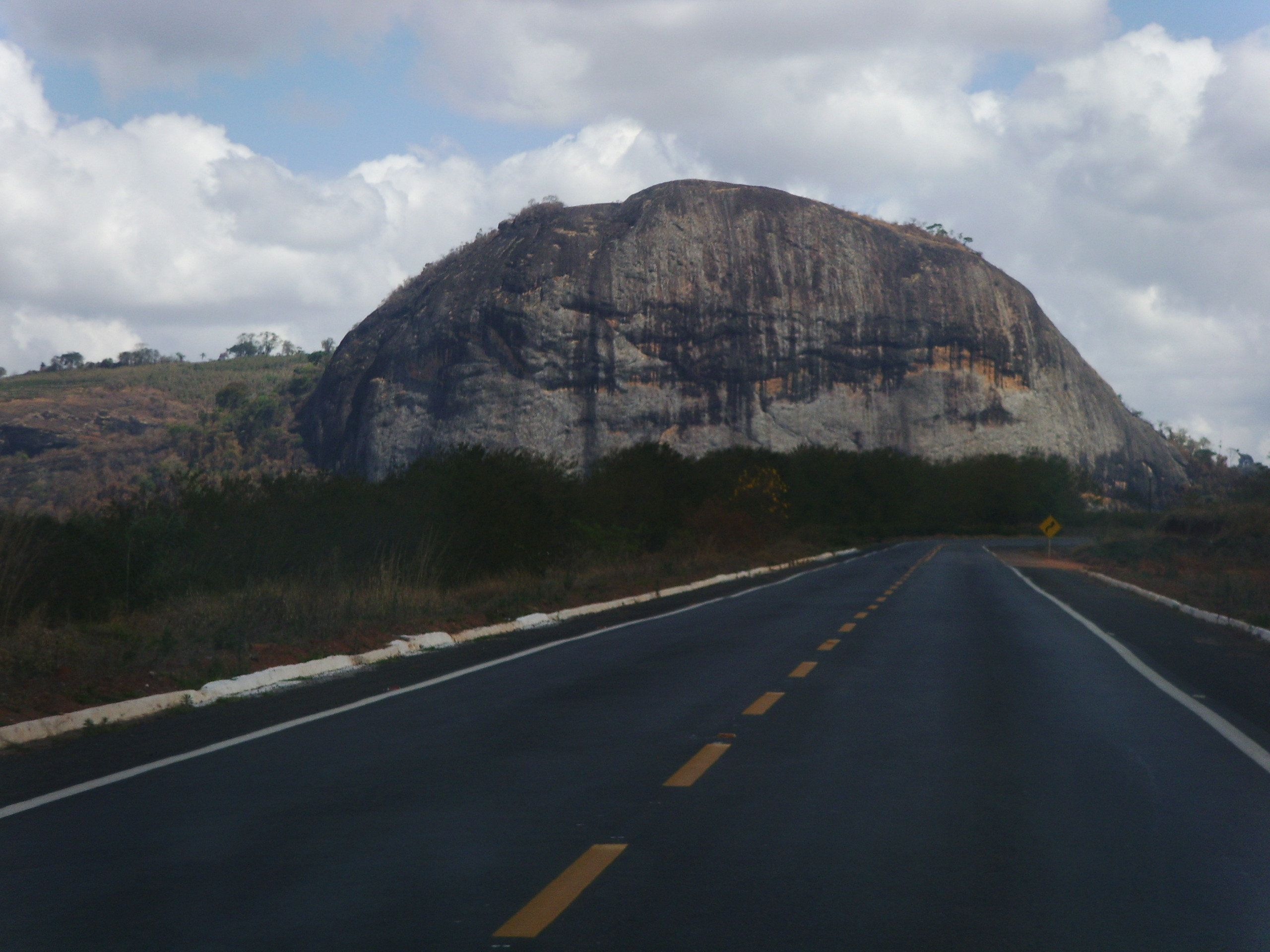
BR-267 à Campestre, Minas Gerais
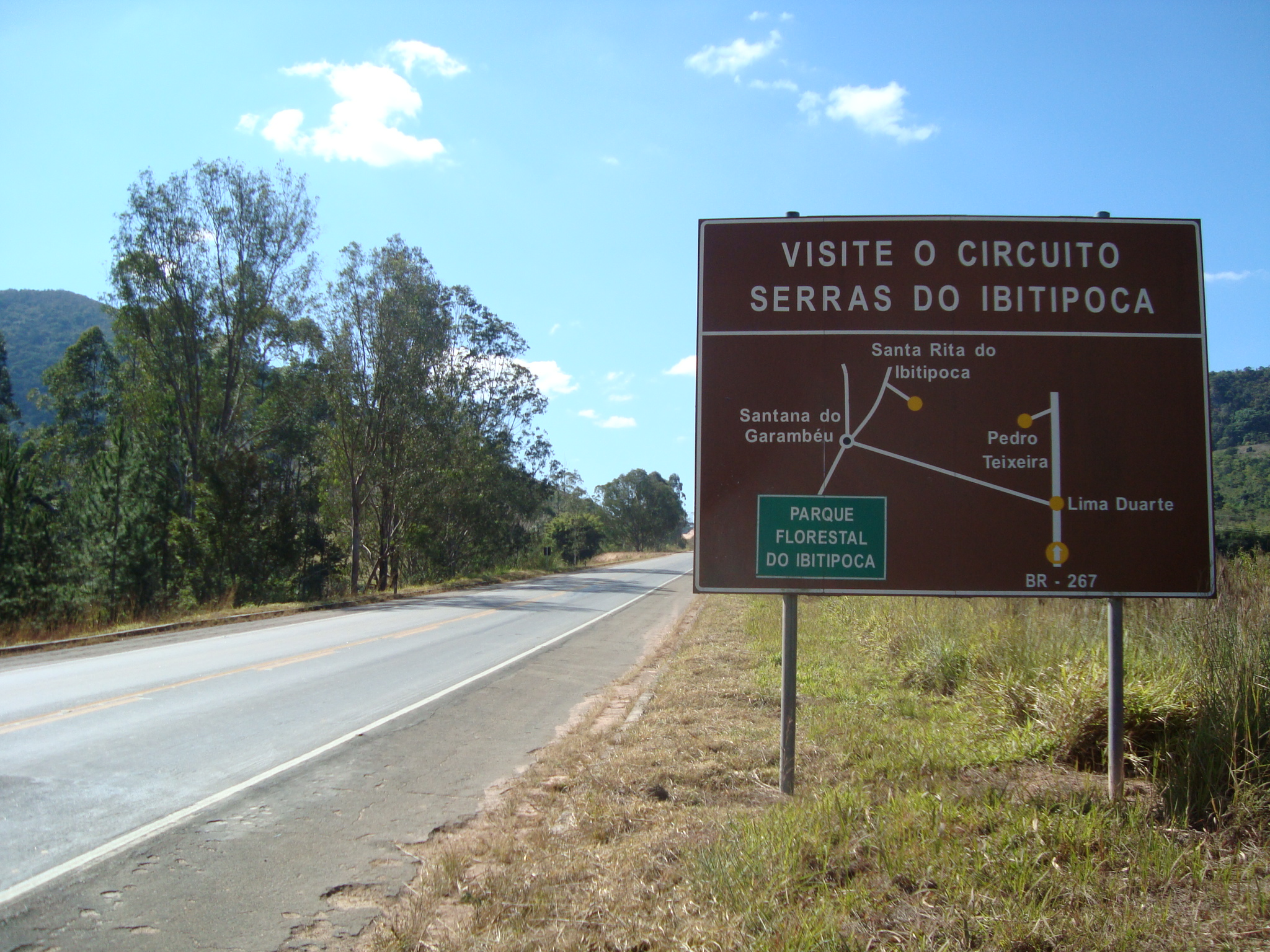
BR-267 à Olaria, Minas Gerais
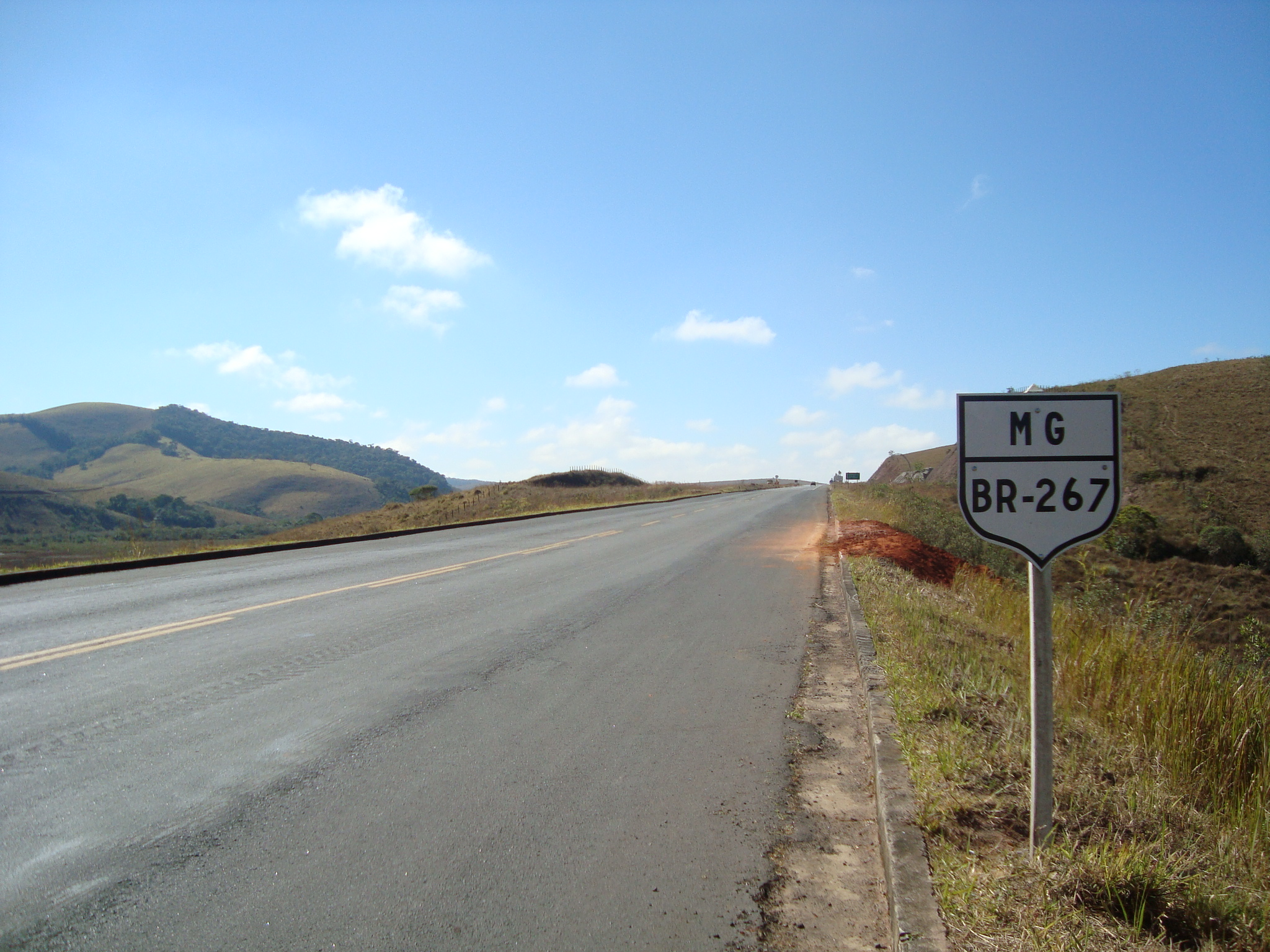
BR-267 à Aiuruoca, Minas Gerais